# Alma Hinding
Alma Hinding, född 11 februari 1892 i Svendborg, död 24 december 1981, var en dansk skådespelare.
Hinding saknade skådespelarutbildning och kom till filmbranschen via en tidningsannons 1912 som sökte "unga damer". Av 200 sökande blev nio utvalda och en fick anställning, Hinding var en av dessa. Till en början medverkade hon i statistroller för att från 1914 få mer betydande biroller och därefter huvudroller. Hon blev en av Nordisk Films mest betydande skådespelare. Hon var liten till växten och blev därmed ett alternativ till "tyngre" samtida skådespelare som Else Frölich och Ebba Thomsen. Hinding kom 1912–1922 att medverka i över 100 filmer. Från 1917 var hon lärare vid en skådespelarskola.
Hon var gift med direktören för Casino, Hans Gade.

## Filmografi (urval)
- 1912 – En moders kaerlighed